# マヤ・リン
マヤ・イン・リン（Maya Ying Lin、林 瓔、1959年10月5日 -）は、中国系アメリカ人デザイナー兼彫刻家。 
空間設計なども手がけるが、リンは自分自身を「建築家」ではなく「デザイナー」と呼んでいる。 
1981年、イェール大学の学部生時代に、ワシントンD.C.に建立される予定であったベトナム戦争戦没者慰霊碑の全米設計競技で優勝したことで、全米に知られるようになった

## 賞誉
- 1999年：ローマ賞
- 2000年：アメリカアカデミー・オブ・アチーブメント
- 2003年：フィン・ユール賞
- 2005年：アメリカ芸術文学アカデミー選出
- 2005年：ニューヨーク州セネカフォールズの国立女性殿堂入り
- 2007年： AIA25年賞
- 2009年：国民芸術勲章[3]
- 2014年：ドロシーとリリアン・ギッシュ賞、30万ドルの芸術賞[4]
- 2016年：大統領自由勲章[5]

## ベトナム戦争戦没者慰霊碑

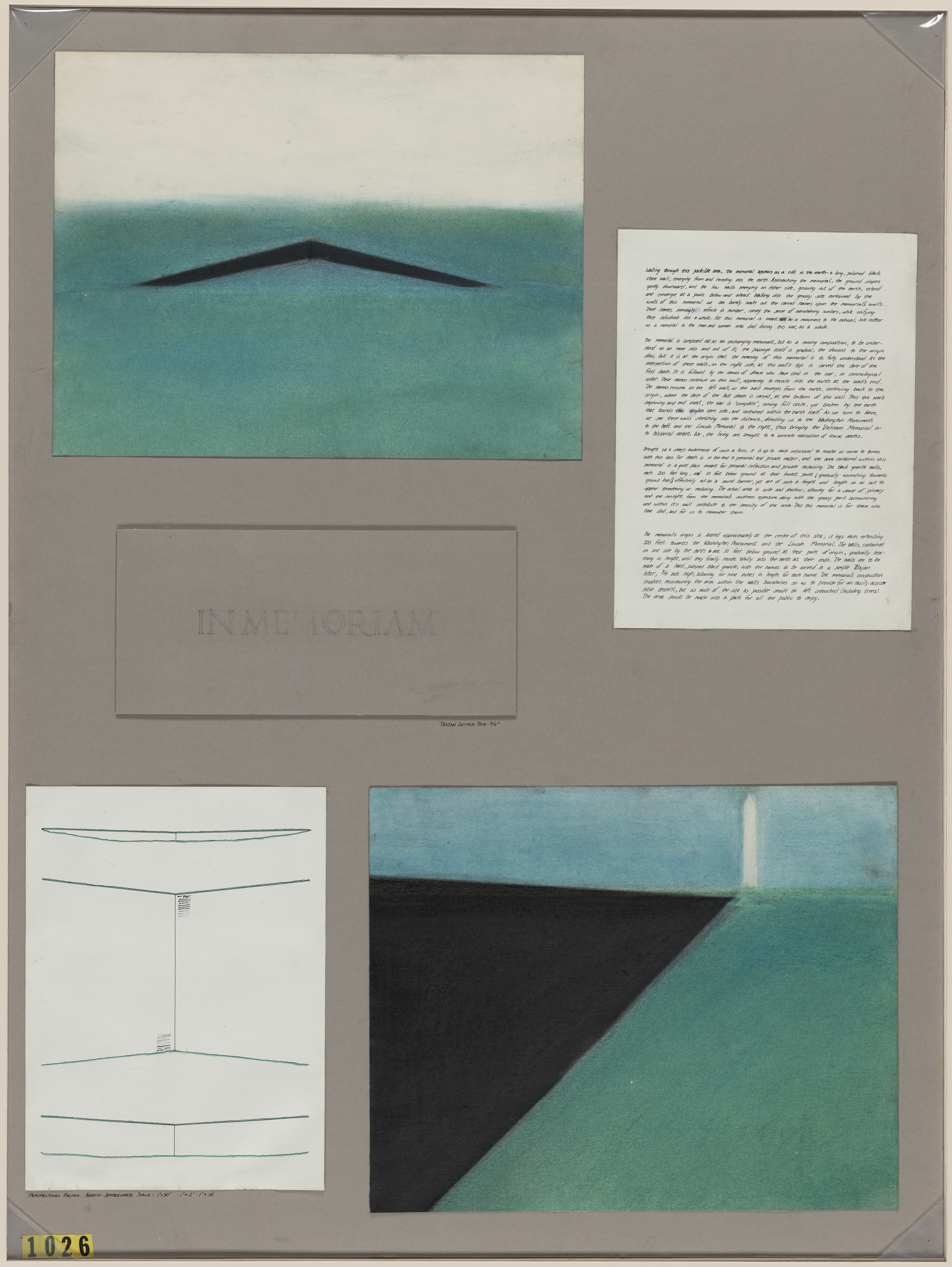
ベトナム戦争戦没者慰霊碑デザインコンペティションへでのリンの受賞作品

1981年、リンは21歳でまだ学部生だったが、ワシントンDCのナショナルモールに建設されるベトナム戦争戦没者慰霊碑を設計する設計者を選出する公開設計コンペティションで優勝する。彼女の案は応募数1,422件あった提出案のうちのひとつで、 黒い花崗岩の壁を築き、そこに57,939人もの戦死した兵士の名前が刻まれ（後には数百人が追加された）   平面でみるとV字型になり、一方はリンカーン記念館に、もう一方はワシントン記念塔に向けられているもの。
記念碑は1982年10月下旬に完成し、1982年11月に奉納された。 

## その他の作品

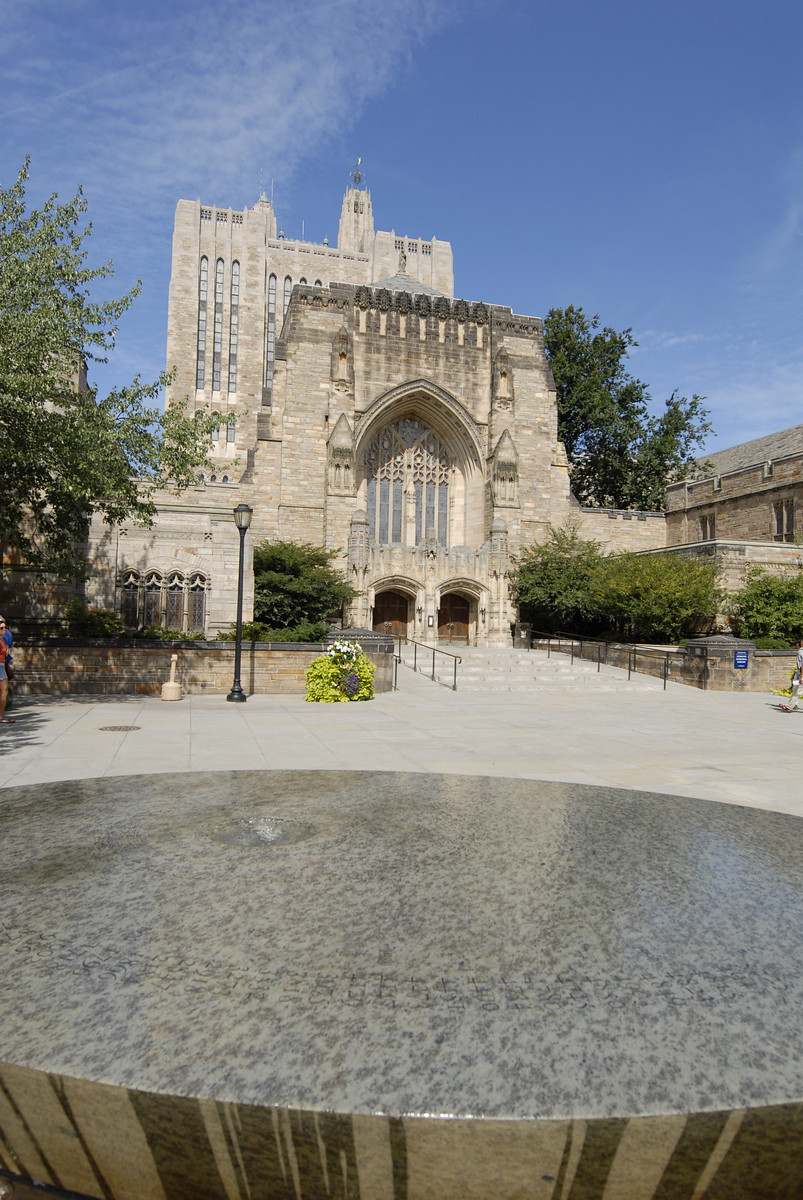
イェール大学での女性の役割を記念するスターリングメモリアル図書館の前にあるマヤ・リンの女性用テーブル

### 厳選代表作品
- Aligning Reeds （1985）、ニューヘブン、コネチカット[6]
- 公民権記念館（1988–89）、アラバマ州モンゴメリー[6]
- オープンエアピースチャペル（1988–89）、ペンシルベニア州ハンティンドンのジュニアタ・カレッジ[6]
- Topo （1989–91）、ノースカロライナ州シャーロットのシャーロットスポーツコロシアム[6]
- Eclipsed Time （1989–95）、ニューヨーク市ペンシルベニア駅[6]
- Women's Table （1990–93）、イェール大学、ニューヘブン、コネチカット[6]
- ウェーバーハウス（1991–93）、マサチューセッツ州ウィリアムズタウン[6]
- Groundswell （1992–93）、オハイオ州コロンバスのウェクスナー芸術センター[6]
- アフリカ美術博物館（1992–93）、ニューヨーク市[6]
- ウェーブ・フィールド（1993–95）、FXB航空宇宙工学棟、ミシガン大学、アナーバー、ミシガン[6]
- 北緯10度（1993–96）、ロックフェラー財団本部、ニューヨーク市[6]
- アイオワ州デモインのプリンシパル・フィナンシャル・グループ本社、ストリームのシフト[6]
- 庭を読む（1996–98）、クリーブランド公立図書館、オハイオ州クリーブランド[6]
- プライベート・デュプレックス・アパートメント、ニューヨーク市（1996–98）、ニューヨーク[6]
- 地形景観（1997）（携帯彫刻） [6]
- 月の満ち欠け（1998）（携帯彫刻） [6]
- 雪崩（1998）（携帯彫刻） [6]
- Langston Hughes Library （1999）、テネシー州クリントン[6]
- 時刻表（2000）、スタンフォード大学、カリフォルニア州スタンフォード[6]
- ミネソタ州ミネアポリスのアメリカン・エキスプレス・クライアントサービスセンター、ガラスの下の丘の特徴[6]
- Ecliptic （2001）、ミシガン州グランドラピッズ[6]
- 入力（2004）、オハイオ州アセンズのバイセンテニアルパーク
- Riggio-Lynch Chapel（2004）、テネシー州クリントン
- アーツ・プラザ、クレアトレバー芸術学校（2005）、カリフォルニア州アーバイン
- コンフルエンス・プロジェクト：ケープディサポイントメント州立公園（2006年）
- 上と下、インディアナポリス美術館（2007）
- コンフルエンス・プロジェクト：バンクーバーランドブリッジ（2008）
- コンフルエンス・プロジェクト：サンディリバーデルタ（2008）
- 2x4の複数の木で作られた彫刻  サンフランシスコのデ・ヤング美術館に展示（2009年）
- コンフルエンス・プロジェクト：サカジャウィア州立公園（2010）
- エレンS.クラーク・ホーププラザ、セントルイスのワシントン大学（2010）
- コンフルエンスプロジェクト：チーフティモシーパーク（2011）
- A Fold in the Field （2013）、The Gibbs Farm、カイパラハーバー、ニュージーランド
- 「何が欠けているのですか？」（2009年–現在、さまざまな場所で。Webプロジェクト）
- ローレンタイドの下で、ブラウン大学（2015） [11]
- チェサピークの折りたたみ（ワンダー展示の一部）：レンリックギャラリー、ワシントンDC（2015）
- ネイルソン図書館（2021年）、スミス大学、マサチューセッツ州ノーサンプトン（再設計） [12]
- ゴースト・フォレスト（2021）、マディソン・スクエア・パーク、ニューヨーク、ニューヨーク[13]